# Sweet Dreams (Are Made of This)
«Sweet Dreams (Are Made of This)», o simplemente «Sweet Dreams», es la canción más conocida del dúo británico Eurythmics.  Fue lanzada en 1983 como sencillo de su álbum homónimo; y consiguió lanzar al grupo definitivamene al éxito en Europa y Estados Unidos, al alcanzar el número dos en la lista  UK singles chart y el uno en el Billboard Hot 100. «Sweet Dreams (Are Made of This)» es el único número uno de Eurythmics en los Estados Unidos. Tras este éxito, su sencillo anterior «Love Is a Stranger» fue reeditado, y también se convirtió en un hit mundial.
En la lista de las 500 mejores canciones de todos los tiempos de la revista Rolling Stone, publicada en 2003, «Sweet Dreams (Are Made of This)» fue clasificada en el puesto 356, la única canción del dúo en esa lista.
Eurythmics interpretó esta canción en directo regularmente en todos sus conciertos desde 1982. Annie Lennox también suele cantarla en sus propios conciertos en solitario. En 1991 la canción fue remezclada y vuelta a publicar para promocionar el álbum recopilatorio Greatest Hits de Eurythmics. En esta ocasión volvió a entrar en las listas de éxitos británicas, pero solo en el número 48.

## Puestos en las listas de ventas
| Lista (1983)                       | Puesto alcanzado |
| ---------------------------------- | ---------------- |
| UK Singles Chart                   | 2                |
| Irish Singles Chart                | 2                |
| Austrian Singles Chart             | 9                |
| Australian Singles Chart           | 6                |
| German Singles Chart               | 4                |
| Swiss Singles Chart                | 8                |
| South Africa                       | 5                |
| U.S. Billboard Hot 100             | 1                |
| U.S. Billboard Hot Dance Club Play | 2                |
| Lista (1991)                       | Puesto alcanzado |
| UK Singles Chart                   | 48               |

## Personal
- Annie Lennox – voz principal y coros
- David A. Stewart – sintetizadores y caja de ritmos
- Green Gartside - coros
- Robert Crash – batería electrónica

## Otras versiones
- El organista de Jazz Dr. Lonnie Smith publicó una versión instrumental en su álbum de 2009 Rise Up!  y se ha presentado en vivo como parte regular de su conjunto desde entonces.
- La banda de darkwave macedonia Mizar registró una versión de la cubierta popular ortodoxa en Macedonia para su segundo álbum Svjat sueños. Una primera versión de 1989 aparece en la compilación Svedozhba.
- Diesel Disko, una banda holandesa conocida, realizó un cover de la canción de una manera Electropop. Fue su primer sencillo y videoclip.
- Soul Rebels Brass Band interpretó la canción en su  Rounder Records disco debut, desbloquear su mente, publicado el 31 de enero de 2012, y se realizó el canción en Later with Jools Holland en 2011.[42]
- Cantante croata con sede en Italia Sharon C. versionó la canción para ella misma-titulado primer sencillo lanzado en 1997, y desde entonces ha aparecido en muchas compilaciones incluyendo Dancemania 8.[43]
- Polaco banda de luz de la luna versionó la canción para su 1999 EP Flos.
- Francés electroclash dúo de Miss Kittin y The Hacker versionaron la canción para su 1999 EP Intimités. [44]
- La actriz Maria Bello realizó la canción en la película Duets (2000), que se incluye en la banda sonora.
- "Sweet Dreams" fue interpretado parcialmente por Geri Halliwell como una mezcla con su canción, "Scream Si quieres ir más rápido" a finales de 2004.
- Finlandés grupo a capela Club por Cinco grabó una versión de la canción. [45]
- Medianoche Holandés Hardstyle productores del espectador y DJ Zany a partir de 2006 se basa en la canción.
- La cantante brasileña Badi Assad versionó la canción para su álbum 2006 de las maravillas.
- La cantante brasileña Danni Carlos versionó la canción para su álbum de 2006 de Rock 'n' Road Movies.
- La cantante alemana Thomas Anders (antes de Modern Talking) registró un jazz, música de salón portada de la canción para su álbum de 2006 en solitario Canciones para siempre.
- Australia girlgroup Girlband grabó una versión de la canción para su álbum debut inédito.
- Tanghetto, la banda neo-tango con sede en Buenos Aires grabó y lanzó la canción como parte de su El Miedo a la Libertad álbum en 2008. Su portada es una versión instrumental, donde el bandoneón lleva el "papel" de la voz principal.
- Americana de rock cristiano cantante de Krystal Meyers versionó la canción en el lanzamiento japonés de 2008, de su tercer álbum de Make Some Noise.
- La Banda de rock pop ucraniana Lama versionó la canción como "Світ мрій" ("Mundo de los Sueños") para su álbum de 2008 Світло і Тінь (luz y sombra).
- El Artista alemán Señor Coconut interpretó toda la canción como "sueños dulces" por su "todo el mundo" disco de versiones como Cha-Cha en 2008. [46]
- El rapero German Underground Frauenarzt versionó la muestra de la canción como "Feuchte Träume" en Feuchte Träume (Gastparts 3) en 2008.
- La melodía fue ofrecido en la U96 con Das Bo sencillo "Mr. DJ, puesta en la luz roja" y fue cantada por Tryna Loules, que lanzó en 2006. [47]
- Sylvie Vartan versionó en francés (1983) bajo el título "déprime", famoso por sus rimas profundas.
- En un episodio de 2002 Los Simpson, "medio decente Propuesta", al final del episodio, Artie Ziff (Jon Lovitz) comienza a cantar la canción a través de un altavoz, que culminó con la letra "Te estoy observando a través de una cámara!".
- Médico de acero cubierto el coro de "Sweet Dreams" en el final de su canción "Lullaby adiós".
- El cantante francés Emily Loizeau hizo una versión de jazz de los "sueños dulces" en su álbum Pays Sauvage (pista 15).
- La alemana / griega a capela banda Five Live cubierta "Sweet Dreams" en su álbum Five Live en directo (pista 4). [48]
- Delta Goodrem cubierto "sueños dulces" en su 2008 Creer viaja otra vez . La tapa fue liberado más tarde en el lanzamiento del CD / DVD de la gira.
- Tori Amos cantó la canción en vivo en Boston, Massachusetts, mientras que en su original Sinsuality tour en 2005. [49]
- La cantante pop alemana Judith Hildebrandt cantó el tema en vivo el 23 de abril de 2009 en la Ultimative Gráfico-Show. [50]
- Músico japonés Tomoyasu Hotei cubrió en su disco de versiones 2009 Tiempos modernos RockNRoll.
- Allison Crowe grabó una versión acústica reducida de "Sweet Dreams" para un proyecto de película de Hollywood a mediados de 2010.
- Corea grupo de chicas SNSD cubrió esta canción en un programa musical de televisión en 2010.
- La actriz Emily Browning hizo una cubierta versión lenta de la canción para su película Sucker Punch , que acompaña una escena de carácter de Browning ser llevado a una institución y en la banda sonora de la película.
- Cantante del gatito Brucknell cubrió la canción en el cuarto show en vivo en la octava serie del Reino Unido X Factor.
- La cantante británica Leona Lewis cantó la canción en su gira por el laberinto.
- Grupo danés WhoMadeWho lanzó una versión de la canción en 2012.
- El cantante de la banda Bélgica Triggerfinger Ruben Bloque interpretó la canción para el programa de televisión holandésDe Wereld draait Puerta en 2011.
- Los cantantes de country Reba McEntire y Kelly Clarkson interpretaron la canción como el número de apertura de sus 2 Worlds 2 Voces del Tour puré con Patsy Cline's Sweet Dreams.
- Grupo británico The Mend grabó una versión de la canción. [51]
- El cantante y compositor Tracy Bonham lanzará una versión de la canción en el 2014 multi-artista álbum recopilatorio Aquí viene el Reino Una vez más: la segunda invasión británica . [52]
- En 2015 acebo Henry lanzó un a capella tapa con armonías de tres partes, que acaparó millones de visitas. [53]
- La cantante Selena Gómez cubrió la canción en su tour del renacimiento.
- En 2016, los jinetes JX ofrecen Skylar Stecker llegó al número uno en las listas de baile de Estados Unidos con su versión. [54]
- En 1995, Charly García, con su banda Casandra Lange, grabó la canción en el álbum en vivo Estaba en llamas cuando me acosté.

## Remezclas y toma de muestras
- La cantante pop estadounidense Britney Spears utilizó una muestra de la canción en la canción "Everybody", que apareció como un bonus track de iTunes y Japón de su álbum de 2007 BLACKOUT. La canción fue producida por JR Rotem, y fue utilizado más tarde como el lado B de su sencillo "Break the Ice". Spears también se utiliza la versión de Marilyn Manson de "Sweet Dreams" en un interludio de su gira mundial The Circus Starring Britney Spears.
- El rapero estadounidense Swingfly dio a conocer una versión europop (pop europeo) de la canción con el Dr. Alban. Se incluían versos de rap adicionales pero el muestreo en gran medida pertenecía a la canción original. El sencillo tuvo éxito en las listas de hits de Suecia y en muchos clubes europeos.
- El rapero Nas utiliza una interpolación de los coros de "Sweet Dreams" en su hit de 1996 "Street Dreams".
- El productor musical puertorriqueño Rafy Mercenario hizo una re-mezcla con la instrumental de la canción Sweet Dreams para  la canción "Girlas Bailen" del ex-dúo Pancho Indio Crew y Gizmo del álbum recopilatorio de O.G.M. & Oakley "Hipnosis" (1999).
- Pink y Redman utilizan "Sweet Dreams" en un remix del hit del año 2001 "Get the Party Started".
- Tricky utilizó una muestra de la pista "No quiero" en el álbum de 2001 Blowback.
- Un eurodance remezcla de la canción, "Sweet Dreams X-Clusive", fue grabado para la compilación 2001 Dancemania velocidad 7.
- Se utilizaron porciones de la canción en la remezcla del dúo estadounidense de eurodance La Bouche en el sencillo "Sweet Dreams".
- Faith Evans muestrea la canción para el remix de su sencillo "Usted no recibe amor", con el colaborador original P.Diddy y el rapero G. Dep.
- La canción de Stefy "Chelsea" cuenta con una muestra de "Sweet Dreams" y apareció en la banda sonora de la película de 2006 Todas contra él .
- El conjunto de drum and bass Noisia editó un remix de la canción.
- Petey Pablo realizó un muestreo de "Sweet Dreams" en su canción "Sácame de la cárcel".
- El artista de Reino Unido MIA puré editó la canción con Pretty Tony en el sencillo "Fix It in the Mix" y su propio álbum "10 dollars" para producir la pista 17 creada junto a Diplo y su mixtape de Piracy Funds Terrorism.
- Play-N-Skillz muestrea y acelera el famoso riff en su canción "Conseguir Extraño", con Pitbull.
- El rapero Busta Rhymes utiliza la canción como riff en su sencillo de 2009 "World Go Round", con Estelle.
- La cantante freestyle Rockell muestrea la línea de bajo y la introducción en su canción de 1997 "I fell in love".
- El grupo británico de electropop Sohodolls muestrea el tema de su canción de "La basura del alquiler", tomado de su disco Ribbed Music for the Numb Generation.
- El grupo de Escape The Fate probó el efecto de la introducción de la versión de Marilyn Manson, para su canción "Perdido en la oscuridad".
- El conjunto de The Black Eyed Peas utilizó esta canción como mezcla para su tema "My Humps".
- Avicii muestrea la canción en su mezcla titulada "Swede Dreams".
- Beyoncé Knowles utiliza fragmentos de la canción al cantar "Sweet Dreams" en el Festival de Glastonbury en 2018.
- El rapero Ludacris había mezclado con su canción "Stand Up" en un tono más rápido con la música original de fondo.
- Swedish House Mafia han realizado y se utiliza un remix de esta canción en su documental Hasta Que Un.
- El cantante de reggae español panameño Aldo Ranks utiliza una interpolación de esta canción en su canción "Asesina".
- Paris Is Burning, a partir de una secuencia filmada en 1986, cuenta con la canción durante una actuación en vivo en París en donde se hace una sketch utilizando una revista Elle como accesorio.
- A fines de 2016 el DJ y productor holandés Ummet Ozcan realizó un remix de esta canción.[1]
- Durante el 2016, la cantante y actriz norteamericana Selena Gomez realizó una versión de la canción como parte de su Revival Tour. Finalmente en 2018, salió a la luz la versión en estudio de dicho cover.
- En 2019 el dúo sueco de productores Winati lanzaron una versión de la canción junto a la cantante Louise CS.

## Apariciones en otros medios
- La canción fue utilizada en D-TV 's Monster Golpea en la NBC en 1987.
- Soul Rebels Brass Band realizó su versión de "Sweet Dreams (Are Made del Este)" en la Later ... with Jools Holland en 2011. [42]
- Eurythmics interpretó la canción en los 1984 Premios Grammy. La presentación en vivo de la canción fue lanzada en el álbum 1994 mejores momentos Volumen I de Grammy. [55]
- La versión de Eurythmics se utilizó en la temporada 3 de So You Think You Can Dance, bailada por Neil Haskell y Sabra Johnson, con coreografía de Mandy Moore. Fue nominado a un Emmy por la coreografía excepcional. La misma rutina fue utilizado más adelante e hizo un poco más largo para el final de la versión del Reino Unido , bailada por Lizzie Gough y Tommy Franzen.
- La canción fue utilizada como el tema de la NBC 1996 hecha para la televisión de suspenso, sueños dulces, protagonizada por Tiffani Thiessen, utilizando tanto la versión original de Eurythmics y la cubierta Manson.
- La versión Eurythmics se utilizó en la película Striptease.
- La versión Manson se escuchó varias veces en la película de 1999 House on Haunted Hill.
- Se utiliza en la serie de televisión Los Simpson en el episodio 2002 "Half-Decent Proposal", y fue cantada por Artie Ziff (Jon Lovitz).
- Fue utilizado como el tema principal de la serie de la realidad 2005 de televisión, The Apprentice: Martha Stewart.
- Una cubierta de rock realizado por Theo Crous se utilizó en un VW Golf GTI MKV comercial. [56]
- La versión Marilyn Manson se utilizó en la introducción de la película de 2009 Gamer. [57]
- La cubierta Manson se utilizó en un 2006 Fiat Grande Punto comercial. [58]
- La canción fue utilizada en el primer episodio de la serie de tres de los drama británico cenizas a las cenizas , en la inauguración serie de caza del gen 's Audi Quattro de Alex Drake, señalando que "No hay nada para él - vamos a iniciar el Quattro".
- La versión Marilyn Manson se utilizó en la película de terror Trick 'r Treat durante la escena de la transformación del hombre lobo icónica.
- La versión original de la canción fue utilizada en todo el mundo odia a Chris.
- Utilizado en la boda americana durante la escena de la danza fuera.
- La pista se utilizó en la escena del Arcade Flynn en Tron: Legacy.
- En el Parques y Recreación episodio "Teletón", "personalidad más pueden reservar de Pawnee" Denise Yermley canta la canción durante un teletón.
- Tanto la cubierta de la versión Marilyn Manson original y se utilizaron en el piloto de la serie de TV 2011 Grimm.
- Fue utilizado en el video de YouTube para no ver ningún mal, donde fue cantada por Jacob Goodnight (interpretado por Glenn Jacobs), sincronización de los labios los labios de Manson; voces del elenco de la película se pueden oír, así, como Samantha Noble, Luke Pegler, Michael J. Pagan y otros actores y actrices.
- La canción fue utilizada en la película de 2009 'Sr. Nadie', de Jaco Van dérmica.
- La cubierta Manson fue utilizado para los créditos en uno de los episodios de Luther serie de televisión. [59]
- La canción fue utilizada en la ceremonia de apertura de los Juegos Olímpicos de 2012 en Londres.
- Esta canción también fue cubierta por Emily Browning, y su versión de la canción apareció en la película Sucker Punch.
- Esta canción fue realizada por una pareja musical en The Tonight Show con Jay Leno. El video se convirtió en viral y consiguió 15M + vistas en YouTube. [60]
- Una versión de la canción fue utilizada en el comercial para la nota 3, dirigida por Paul Hunter [61]
- La versión original se utiliza en promociones para el drama de época Detener y prenderse fuego.
- Un remix de la canción fue utilizada para el grupo de gimnasia rítmica de Ucrania por sus 3 bolas 2 cintas de rutina en 2013 y 2014.
- La versión Manson se utilizó en el 2015 la película española Un día perfecto.
- La versión original se utiliza en la película X-Men: Apocalipsis del año 2016, durante la escena en la que Quicksilver utiliza su velocidad sobrehumanas para evacuar la Mansión Xavier. La película se desarrolla en 1983, el mismo año que la liberación de la canción.
- La canción se utilizó en el segundo tráiler de la película House of Gucci .

## Versión de Marilyn Manson
Marilyn Manson lanzó una versión de «Sweet Dreams (Are Made of This)» como el primer sencillo del EP 1995, Smells Like Children. Esta versión se convirtió en un elemento básico de MTV y ayudó a establecer a la banda en las primeras posiciones.

## Sucesiones
| Predecesor: «Every Breath You Take» de The Police | Sencillo número uno en el Billboard Hot 100 3 de septiembre de 1983 | Sucesor: «Maniac» de Michael Sembello |

- Datos: Q1587664